# Малютка (противотанковый ракетный комплекс)

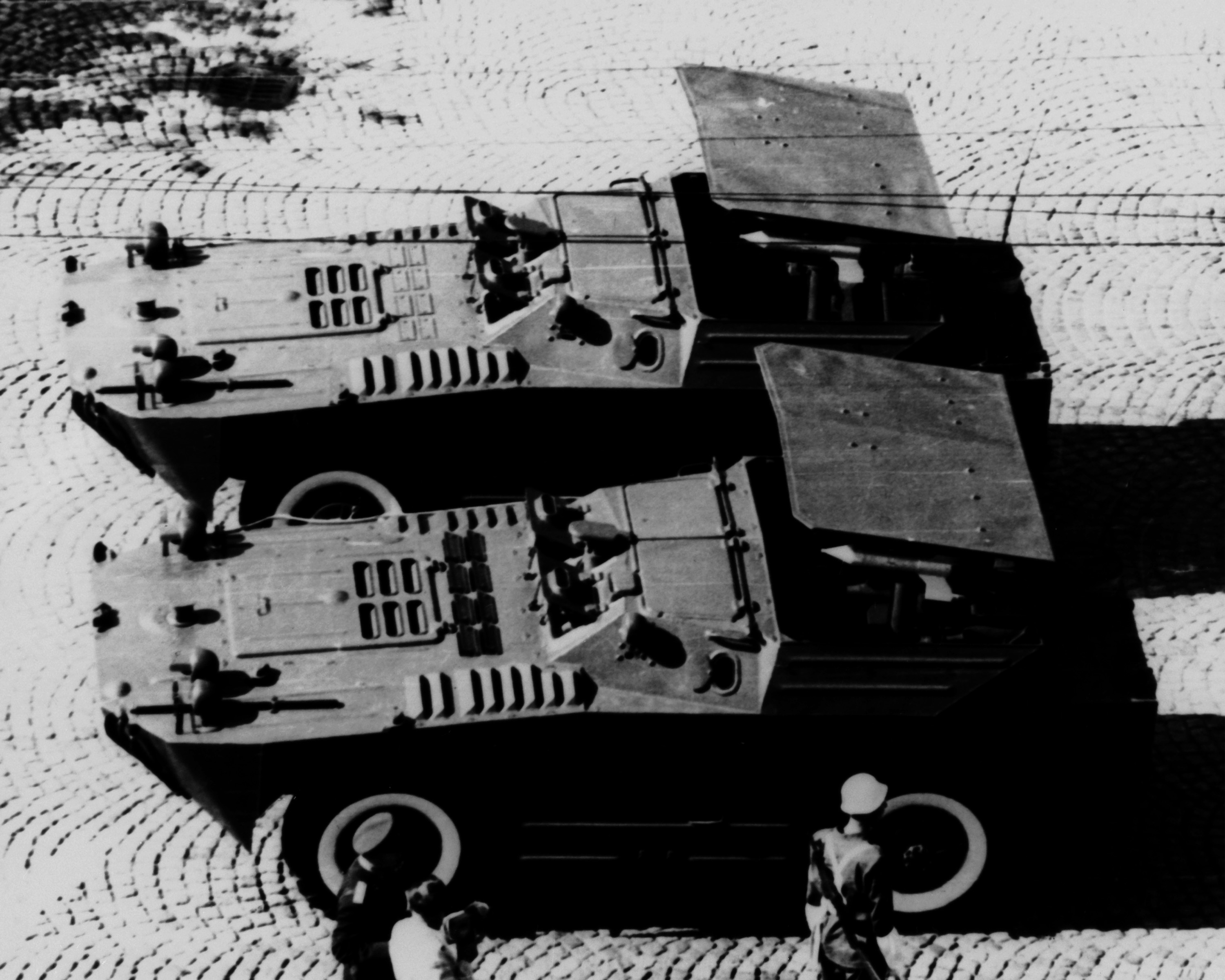
Две 9П110, фото ЦРУ США.

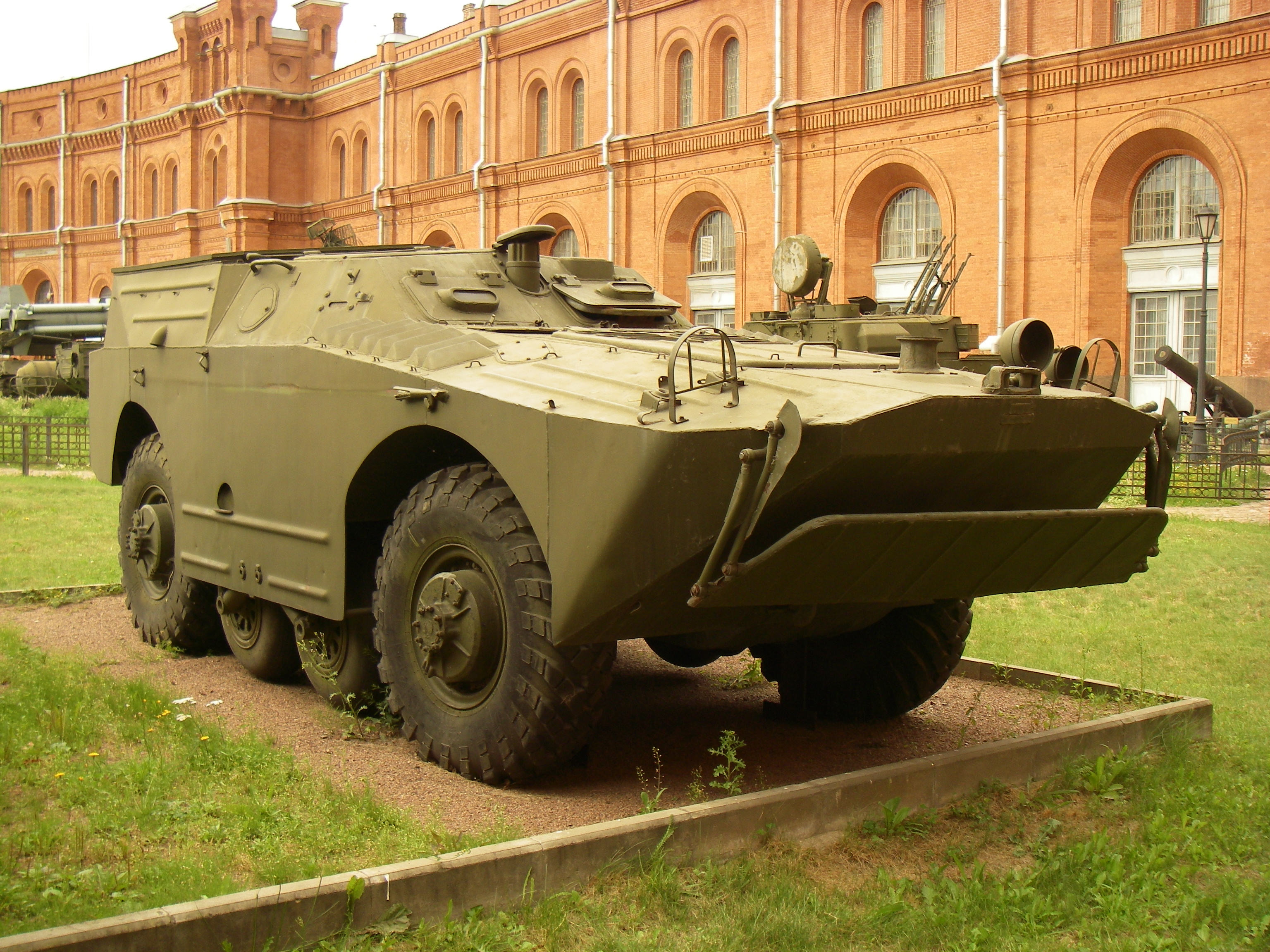
Боевая машина 9П110 комплекса 9К14 в Артиллерийском музее Санкт-Петербурга.

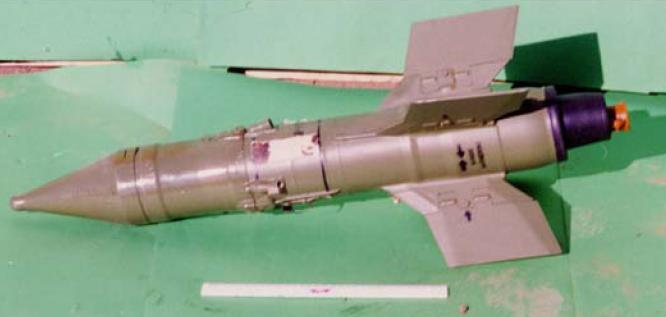
Ракета 9М14 ПТРК «Малютка».

«Малютка» (Индекс ГРАУ — комплекс 9К11, ракета 9М14, по классификации НАТО — AT-3 Sagger, англ. тигель) — советский противотанковый управляемый реактивный снаряд первого поколения.
Хотя их вытеснили более совершенные противотанковые управляемые ракеты, «Малютка» и её модификации широко применялись практически во всех региональных конфликтах с 1960-х годов и до сих пор хранятся в больших количествах, а иногда и по сей день используются такими организациями, как «Хезболла».

## История комплекса
Комплекс 9К11 был разработан в КБ машиностроения (г. Коломна) в 1960 году. Главный конструктор — С. П. Непобедимый.
Пьезоэлектрические взрыватели для боевой части ракеты были разработаны Научно-исследовательским технологическим институтом в Балашихе.
16 сентября 1963 года был принят на вооружение Вооружённых Сил СССР. В СССР выпускались до 1984 года, произведено более 300 тыс. штук, также производился серийно в Китае и Югославии.
Предназначен для поражения танков, инженерных и фортификационных сооружений, надводных целей.
Различные варианты комплекса производились и производятся в Болгарии, Иране, Польше, Чехословакии, Китае, Тайване и других странах.
В конце 1960-х годов ракету модернизировали с присвоением индекса 9М14М. В дальнейшем КБМ предлагал вариант модернизации комплекса, получивший обозначение «Малютка-2».

## Тактико-технические характеристики ПТУРС

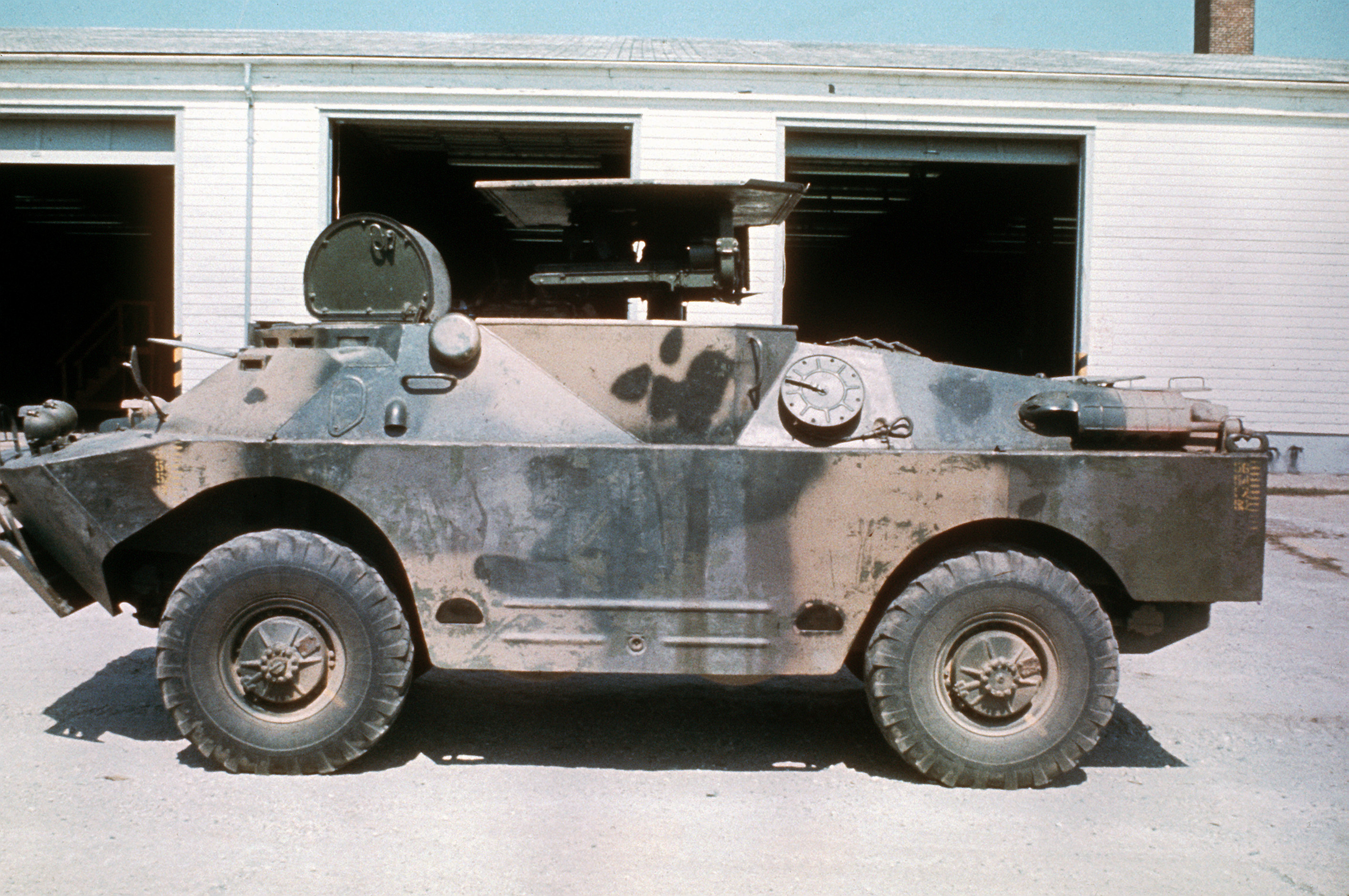
Боевая машина 9П122.

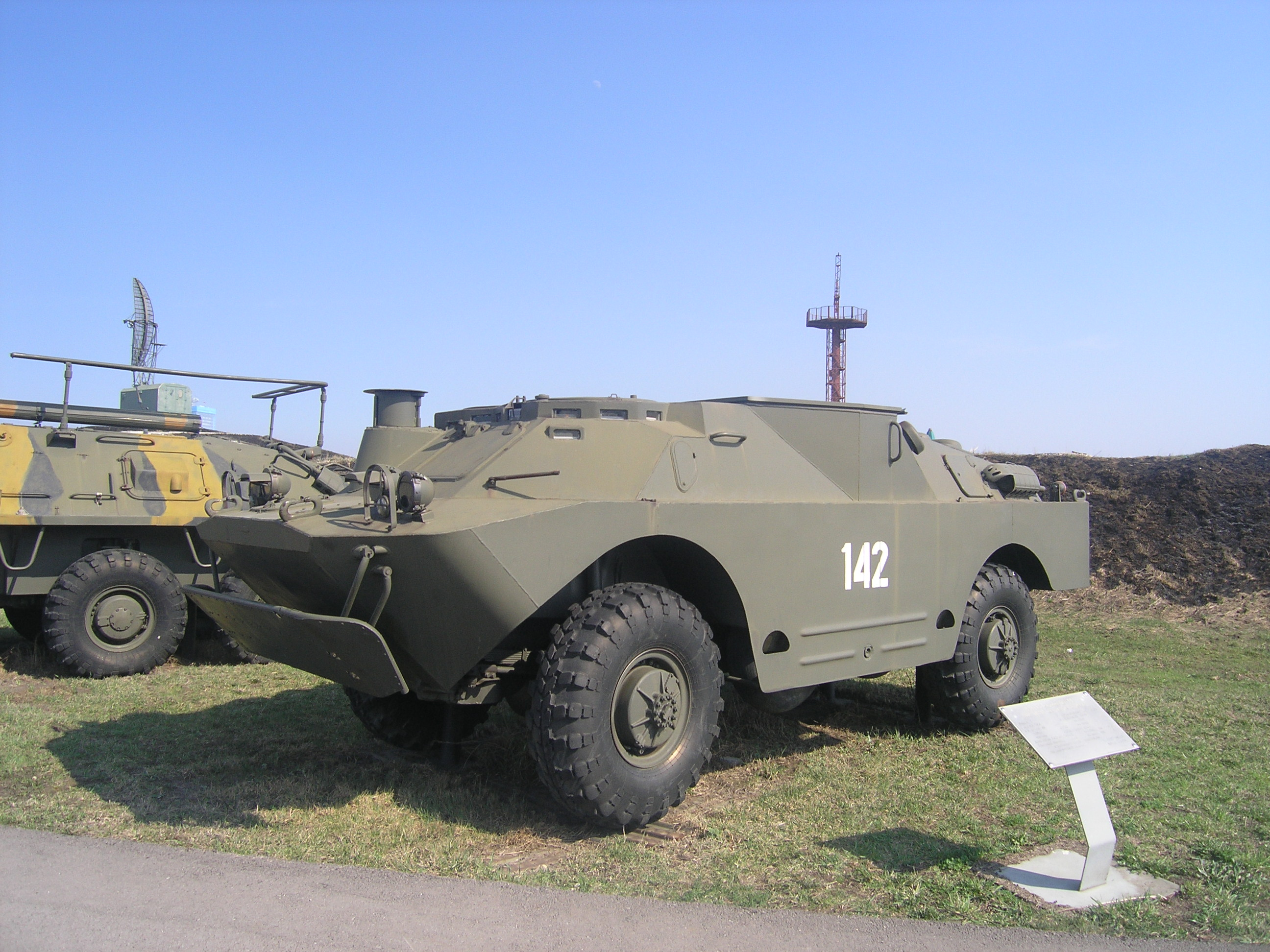
Боевая машина 9П133 модернизированного комплекса «Малютка-П».

- Система наведения: командная, по проводам, ручная
- Длина: 860 мм
- Калибр: 125 мм
- Размах крыльев: 393 мм
- Масса ракеты: 10,9 кг
- Скорость полёта: 120 м/с
- Дальность пуска: 500 — 3000 м
- Время полета на максимальную дальность: 26 с
- Скорость вращения снаряда в полете: 8,5 об./с[3]
- Боевая часть: кумулятивная
- Масса боевой части: 2,6 кг
- Бронепробиваемость:
  - под углом 0° — 400 мм
  - под углом 60° — 200 мм
- Вероятность поражения цели типа танк: 0,7

## Модификации

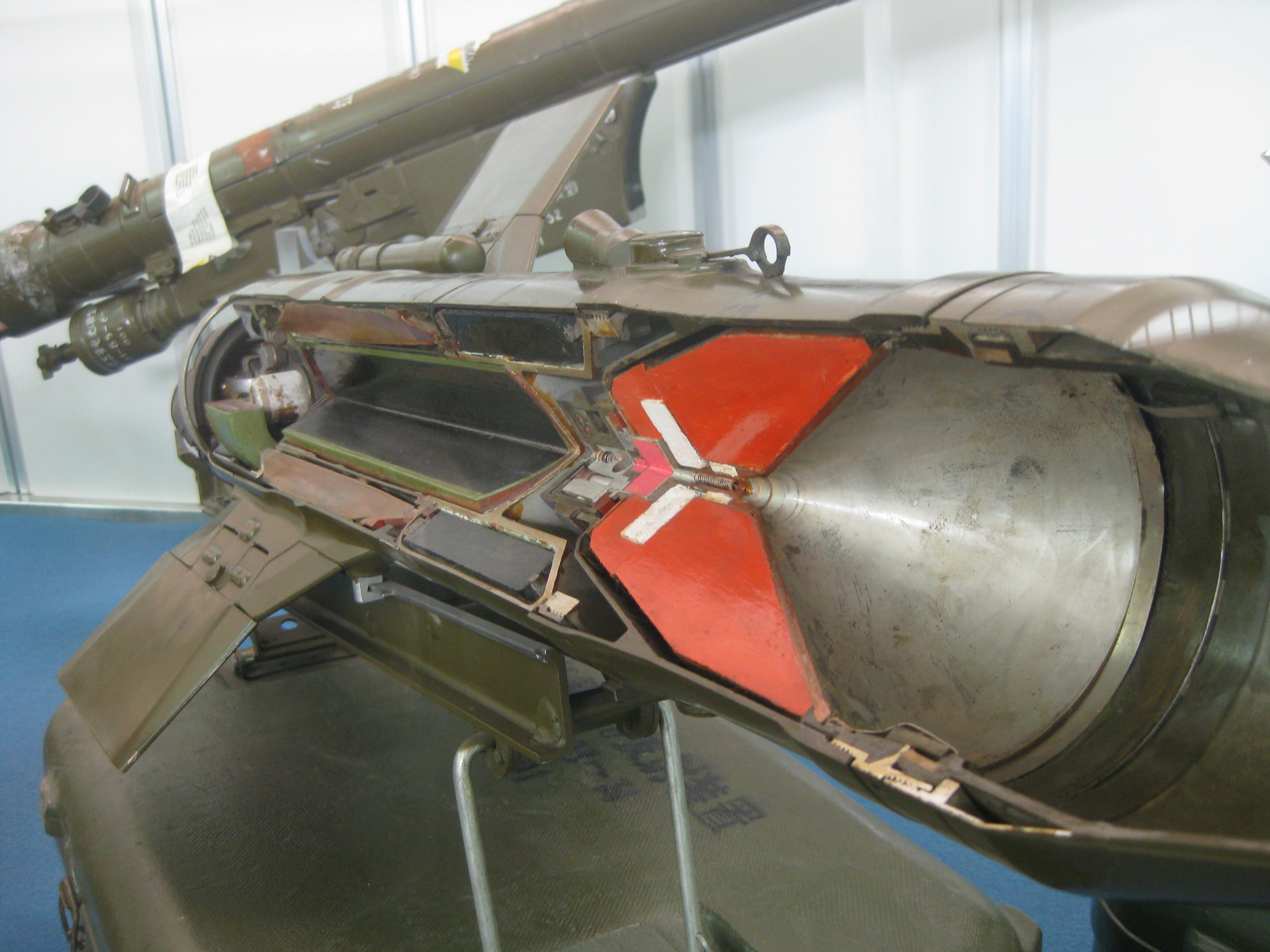
ПТУРС с кумулятивной головной частью в разрезе

Индексы комплексов и ракет ГРАУ МО СССР
Базовая модель — ПТРК «Малютка» 9К11 с ракетой 9М14 в составе боевой машины 9П110 «Овод» на шасси БРДМ-1
- ПТРК «Малютка-М» 9К11М с ракетами 9М14М и 9М14М1
  - в составе боевой машины 9П122 на шасси БРДМ-2
- ПТРК «Малютка-П» 9К11П с ракетами 9М14П и 9М14П1
  - в составе боевой машины 9П133 на шасси БРДМ-2
- ПТРК «Малютка-2» 9К11-2 с ракетой 9М14-2
  - в составе боевой машины 9П133 на шасси БРДМ-2
- Малютка М2Т (Maliutka M2T;Румыния) — вариант модернизации путём замены кумулятивного заряда на заряд от ПТРК Milan 2T, модернизации двигателя и систем управления, повысив бронепробиваемость до 880 мм. ПТРК устанавливался на БМП MLI-84M и RN-94, а также на БТР ZIMBRU 2000, но в серию так и не пошёл.[4]
- HJ-73 («Красная стрела 73») — китайская нелицензионная копия.

## На вооружении
- Алжир
- Ангола

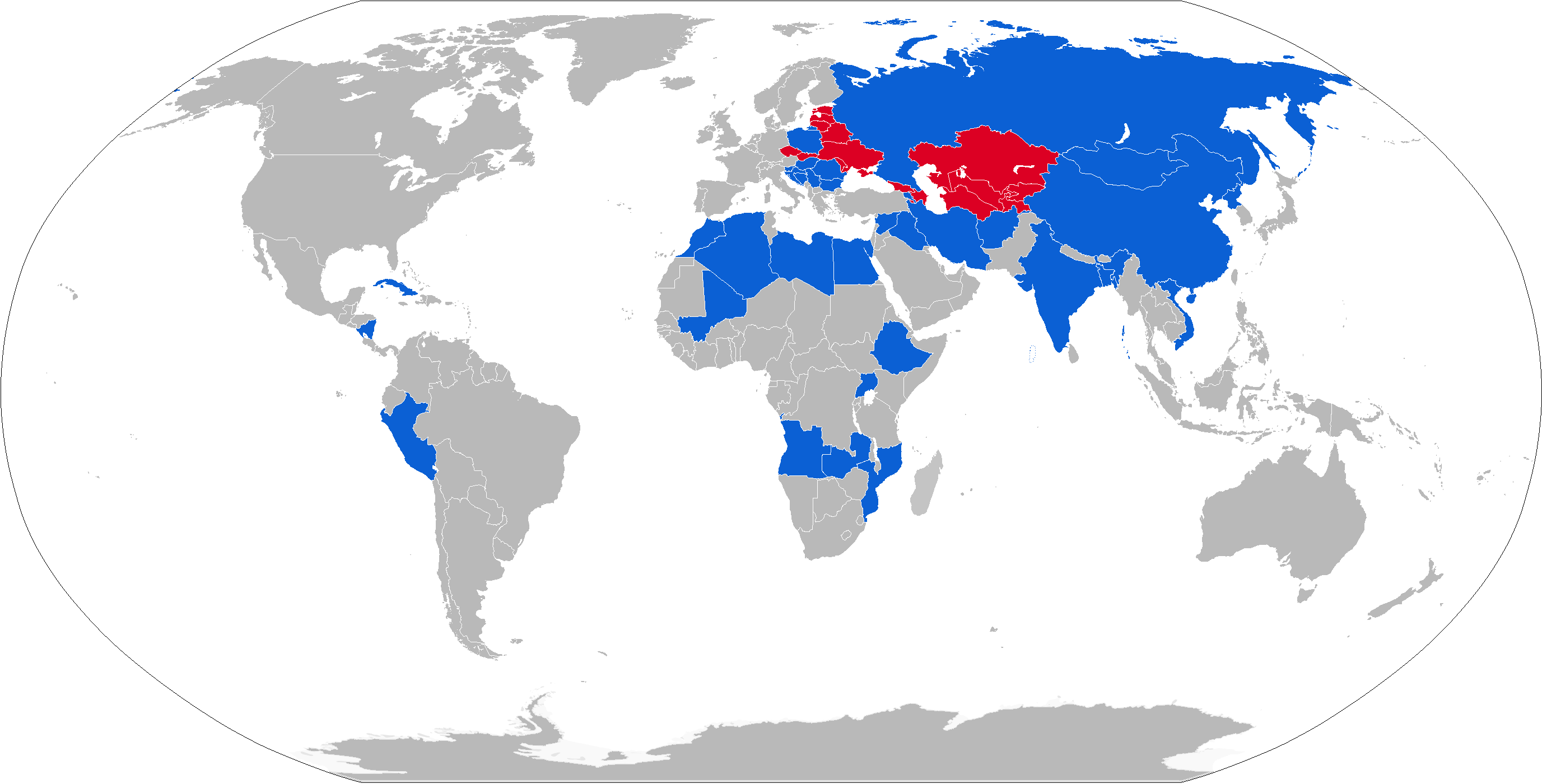
Операторы ПТРК Малютка. Красным цветом обозначены бывшие операторы

- Армения — от 9 до 20 ПТРК «Малютка», по состоянию на 2016 год[6]
- Афганистан
- Болгария — 200 в резерве[7]
- Венгрия
- Вьетнам — 500 шт.[источник не указан 4281 день]
- Египет
- Замбия — некоторое количество, по состоянии на 2021 год[8]
- Израиль (трофейные)
- Ирак
- Иран (нелицензионная копия)
- Йемен — 35[9]
- Кыргызстан — 26[10]
- Китай (нелицензионная копия)
- КНДР
- Куба
- Ливия — 620[11]
- Мозамбик — 20[12]
- Монголия[13]
- Марокко — 40[14]
- Никарагуа
- Польша
- Приднестровье
- Сирия
- Туркменистан — 100[15]
- Узбекистан
- Хорватия — 418[16]
- Эфиопия
- Южный Судан — некоторое количество по состоянию на 2018 год[17]

### Бывшие
- ГДР[18][19]
- ПНР
- СР Румыния
- СССР
- Югославия
- Финляндия
- Чехословакия

## Боевое применение

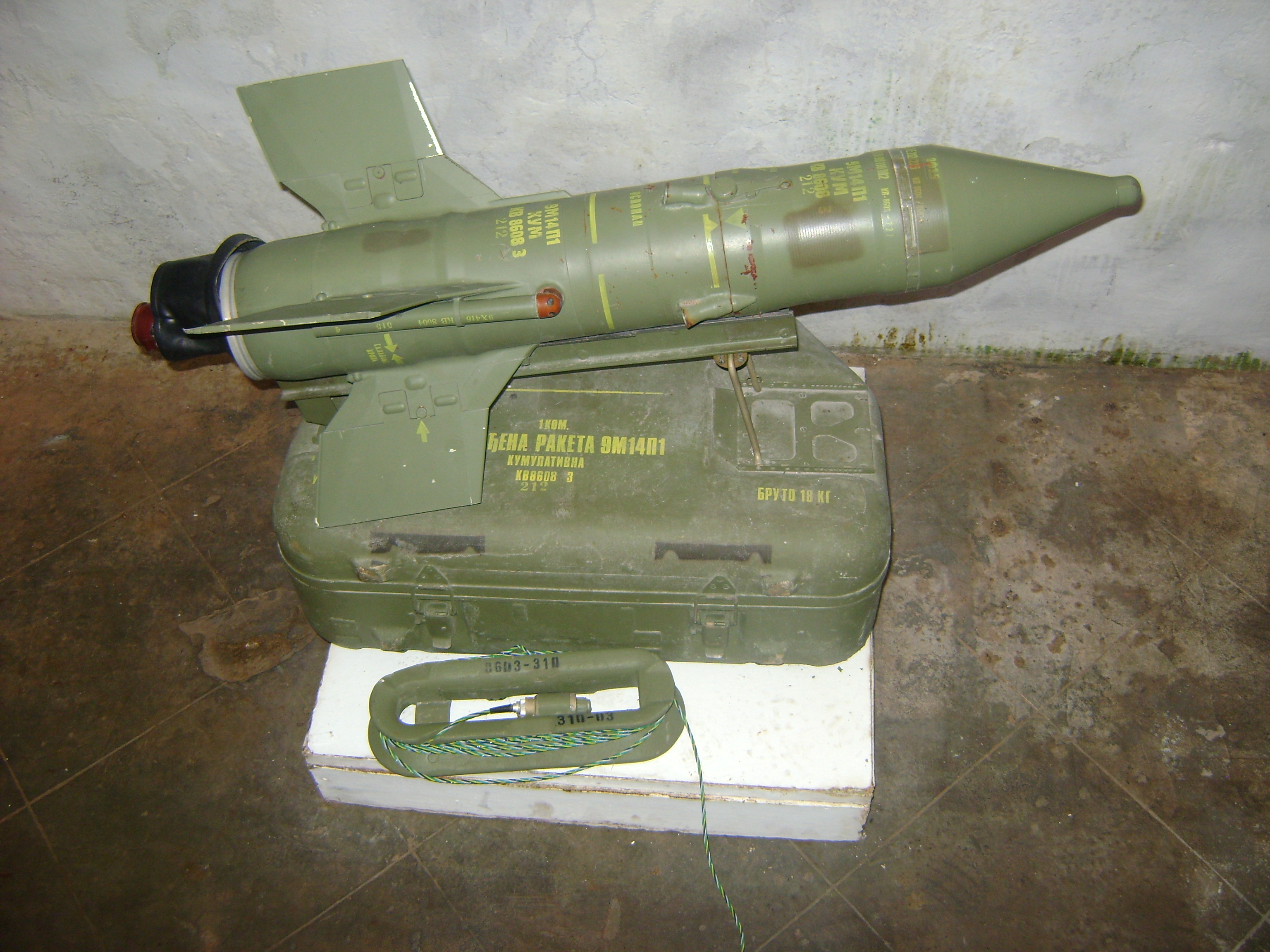
9М14П1

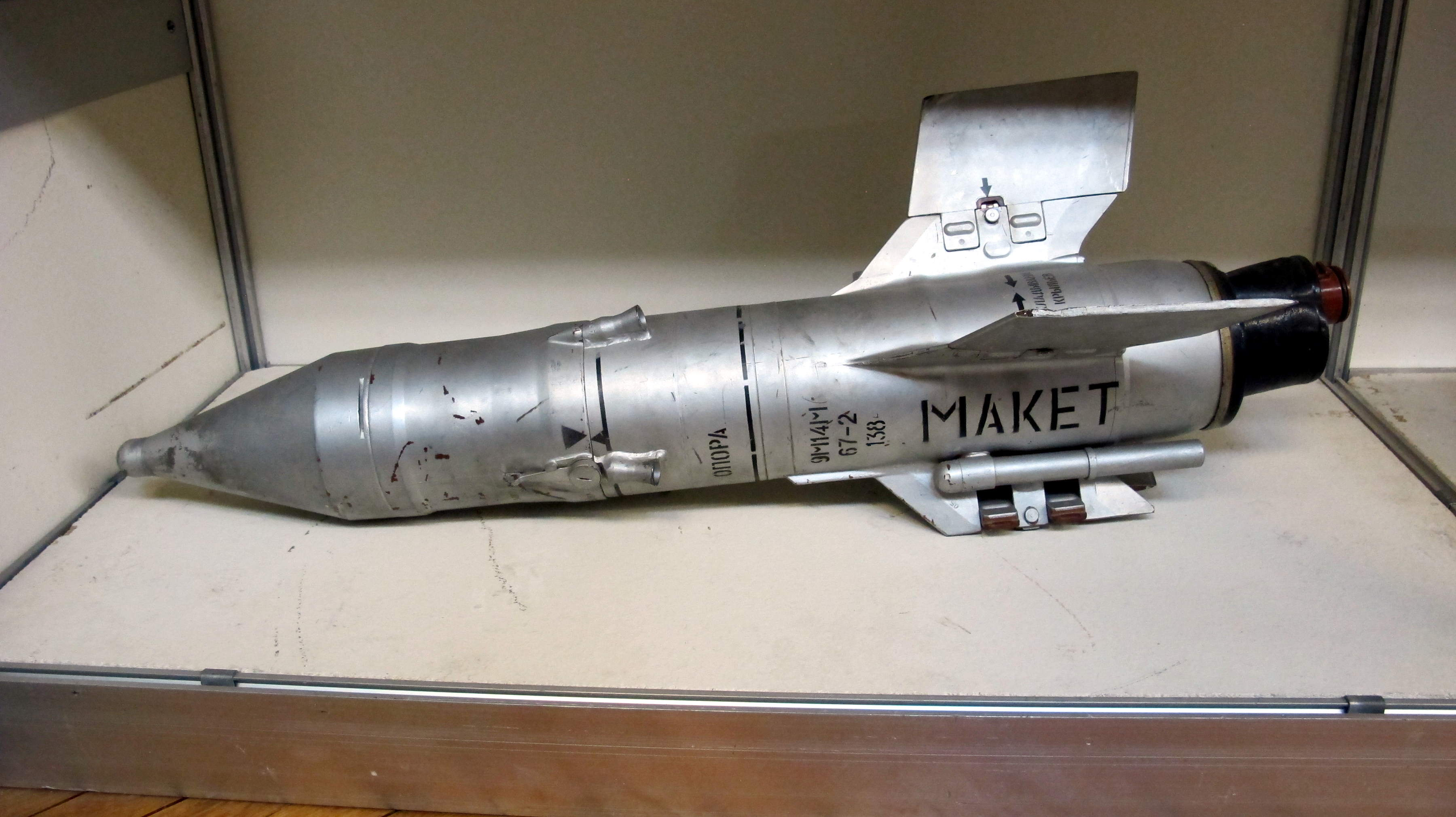
ПТУРС 9М14 (макет)

### Война во Вьетнаме (1957—1975)
Первое боевое применение ПТУР «Малютка» было отмечено 23-го апреля 1972 года во время войны во Вьетнаме в ходе захвата города Тан Чанх, когда этими комплексами были уничтожены танк M48A3 и бронетранспортёр M113 2-й роты 20-й танкового батальона южного Вьетнама. Отмечен случай, когда попаданием «Малютки» был выведен из строя узел связи, в результате чего вся 22-я пехотная дивизия лишилась управления. Немногим позже «Малютками» были уничтожены пять танков М41 и ещё несколько бункеров. Через несколько дней 27-го апреля ПТУРами были уничтожены три танка M48A3 3-го эскадрона 20-й танковой группы, занимавшие оборонительные позиции на линии Донг Ха. Таким образом, за время лишь этой операции при помощи 9М14М войска Северного Вьетнама уничтожили не менее восьми танков М41 и М48, не считая другой техники.
Лучшим ракетчиком-асом войны во Вьетнаме был признан Дао Ван Тянь. За время войны он совершил 134 пуска ракеты, поразив 23 танка и бронемашины, 12 орудий, 27 бункеров, 17 скоплений боеприпасов и других целей. Вьетнамские историки указывали что он всегда старался использовать нестандартные места запуска (скалы, деревья и т.д.).

### Арабо-израильский конфликт

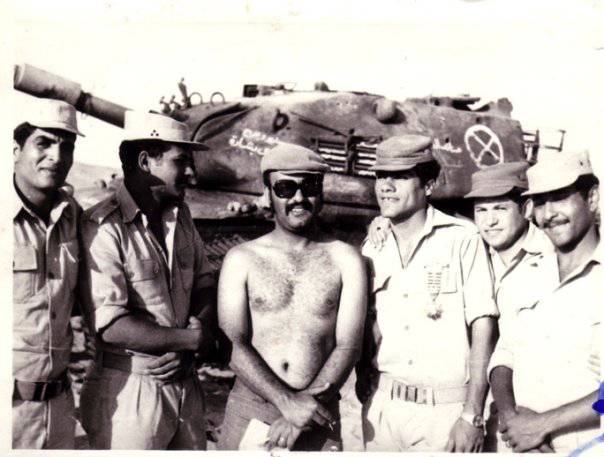
Съёмки египетского фильма «Охотники на броню», об отрядах коммандос вооружённых ПТУР «Малютка». На заднем плане сгоревший израильский танк M60. 1974 год

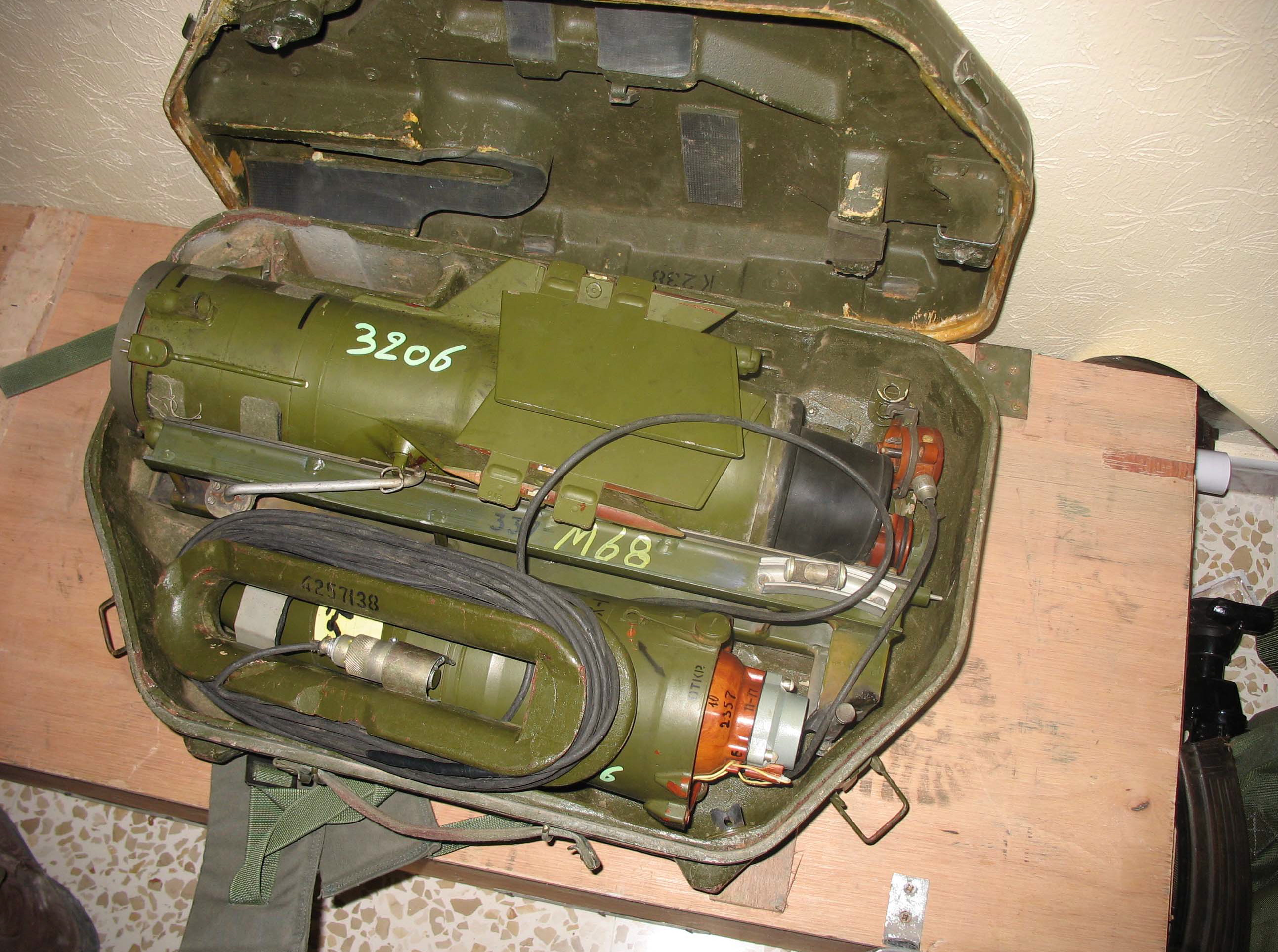
В разобранном виде в контейнере

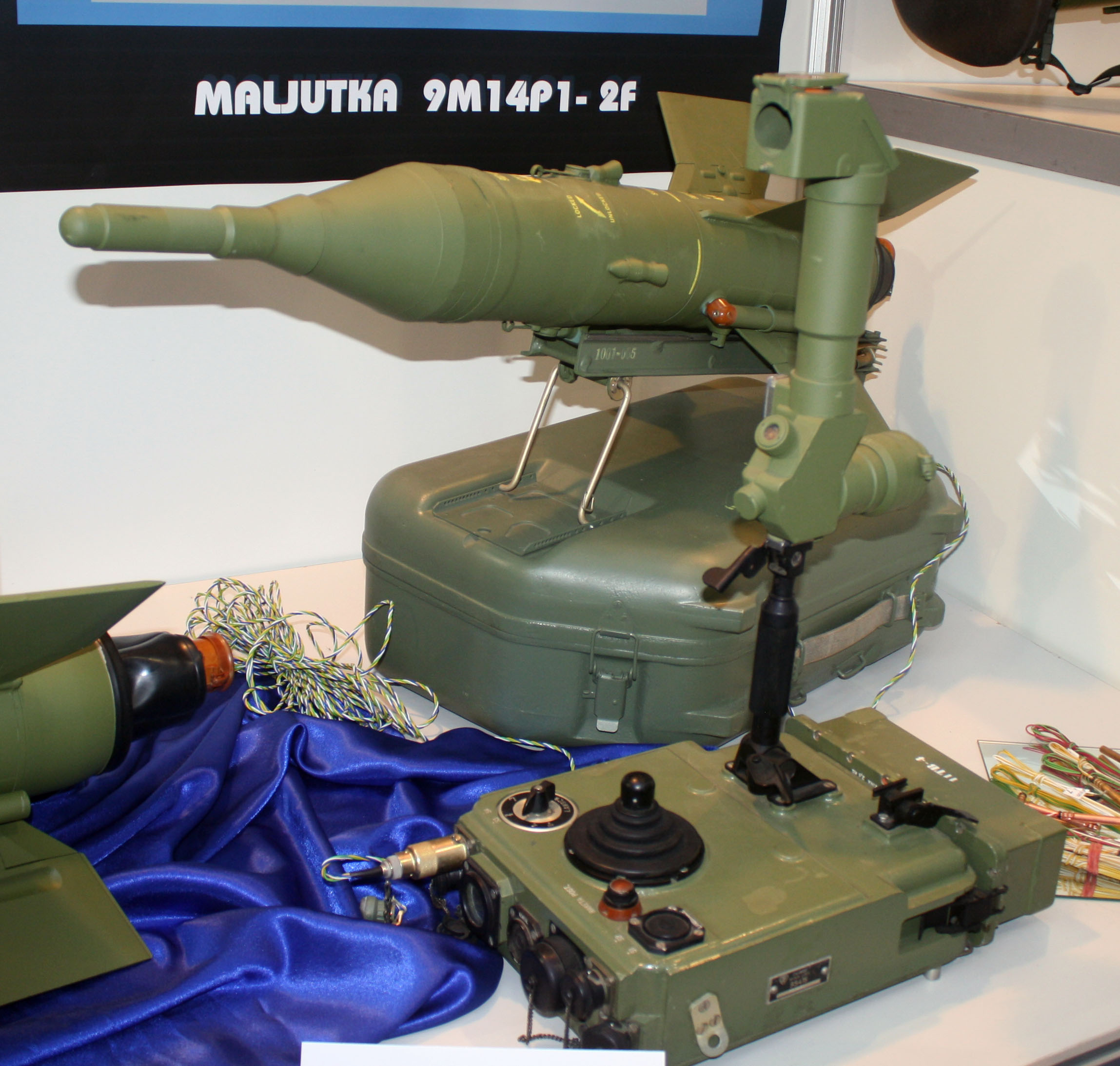
9М14П1-2Ф установленный на пусковую направляющую. На ближнем плане пульт управления ПТУРС «Малютка»

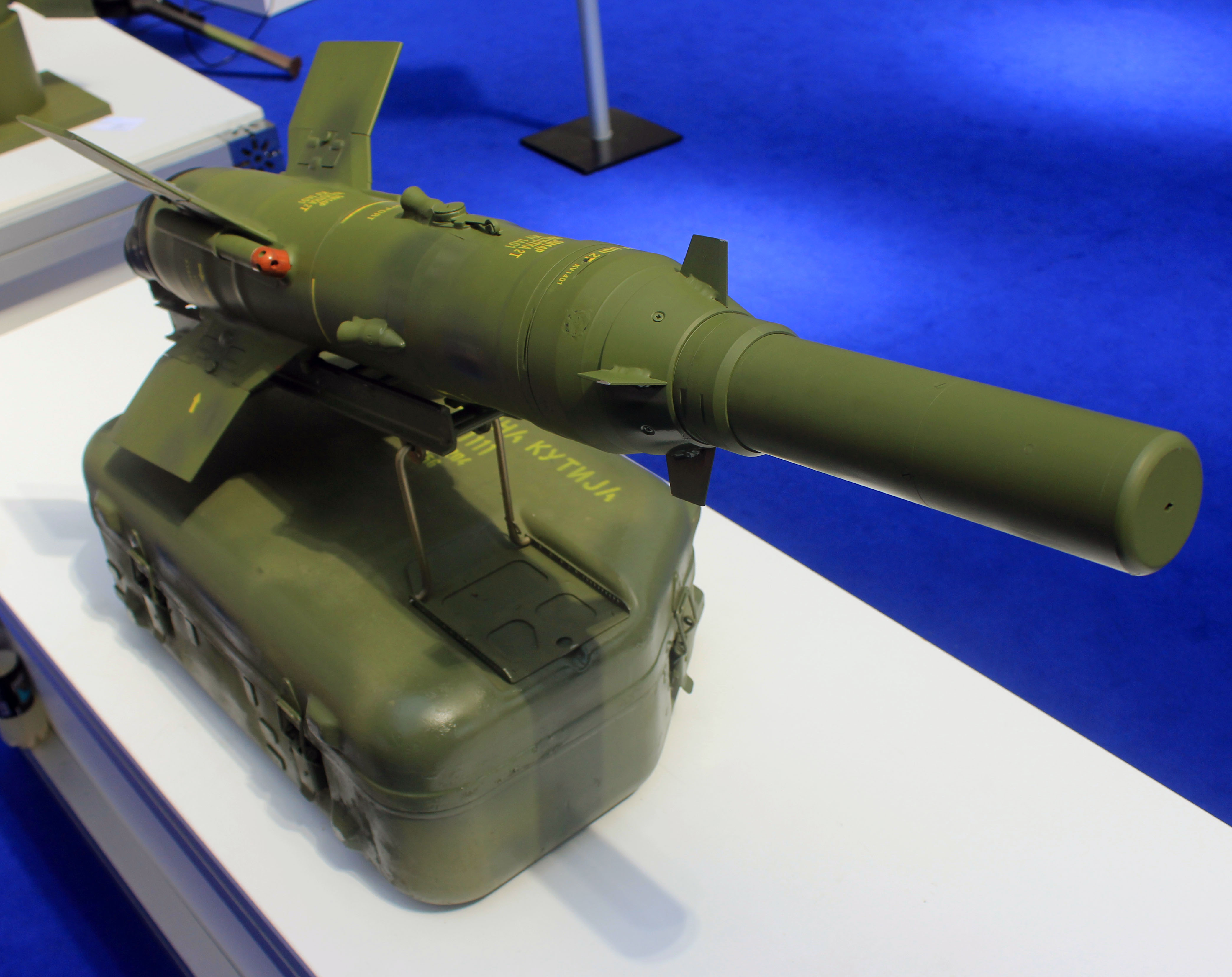
Модернизированная Малютка сербского производства на выставке Partner 2017.

Первый раз в этом конфликте ПТУР «Малютка» были применены сирийской армией в столкновениях на Голанских высотах зимой 1972-1973 годов. Несколько израильских танков было уничтожено попаданиями «Малюток», прежде чем израильтяне решили подавлять позиции ПТРК с помощью миномётов.
ПТУР «Малютка» активно использовались в арабо-израильской войне 1973 года, поразив большое количество бронированной и вспомогательной техники. Значительных успехов в этой войне достигли египетские операторы. Египетский ракетчик Абдул Аата за первые сутки войны уничтожил 23 танка, причём 8 танков «Паттон» он поразил в течение одного часа.
На сирийском фронте наиболее известным эпизодом использования «Малюток» (на БРДМ) стала битва за Тель-Шамс 12 октября.
Всего в 1973 году по оценке арабской стороны с помощью ПТУР 9М14 было выведено из строя порядка 800 израильских танков.
Броня израильских танков американского производства пробивалась в 60% от попаданий «Малюток», в каждом из них погибало в среднем два танкиста.
Согласно американским исследованиям в 1973 году только от 6 до 25 процентов потерь израильских танков было от ПТУР «Малютка». Подавляющее большинство израильских танков было уничтожено огнём арабских танков (от 45 до 75 процентов). Цифра 800 по всей видимости включает либо количество попаданий в танки, либо несколько ракетчиков поражали один танк, и каждый себе записывал по уничтоженной машине.
Западные источники также заявляют что командующий 252-й дивизией генерал Альберт Мандлер был убит попаданием «Малютки» в его бронемашину. Подтверждения этого в израильских источниках найти не удалось.
Главным успехом ПТУР «Малютка» в Синае было то, что египетская пехота смогла захватить плацдарм на восточном берегу Суэцкого канала и, сражаясь один на один с израильскими танками, смогла удерживать его до того, как египетские инженеры проделают проходы в песчаной насыпи.
В ходе войны в Ливане 1982 года 27 ПТУР «Малютка» были захвачены Израилем в качестве трофеев.
В ходе ливанской войны 2006 года бойцы Хезболлы с помощью ПТРК «Малютка» уничтожили несколько единиц различной израильской техники. Также ракеты применялись против израильской пехоты, засевшей в домах.

### Война в Анголе
В 1976 году кубинцы применяли ПТУР «Малютка» с захваченных португальских вертолётов против бронетехники ЮАР.

### Афганская война

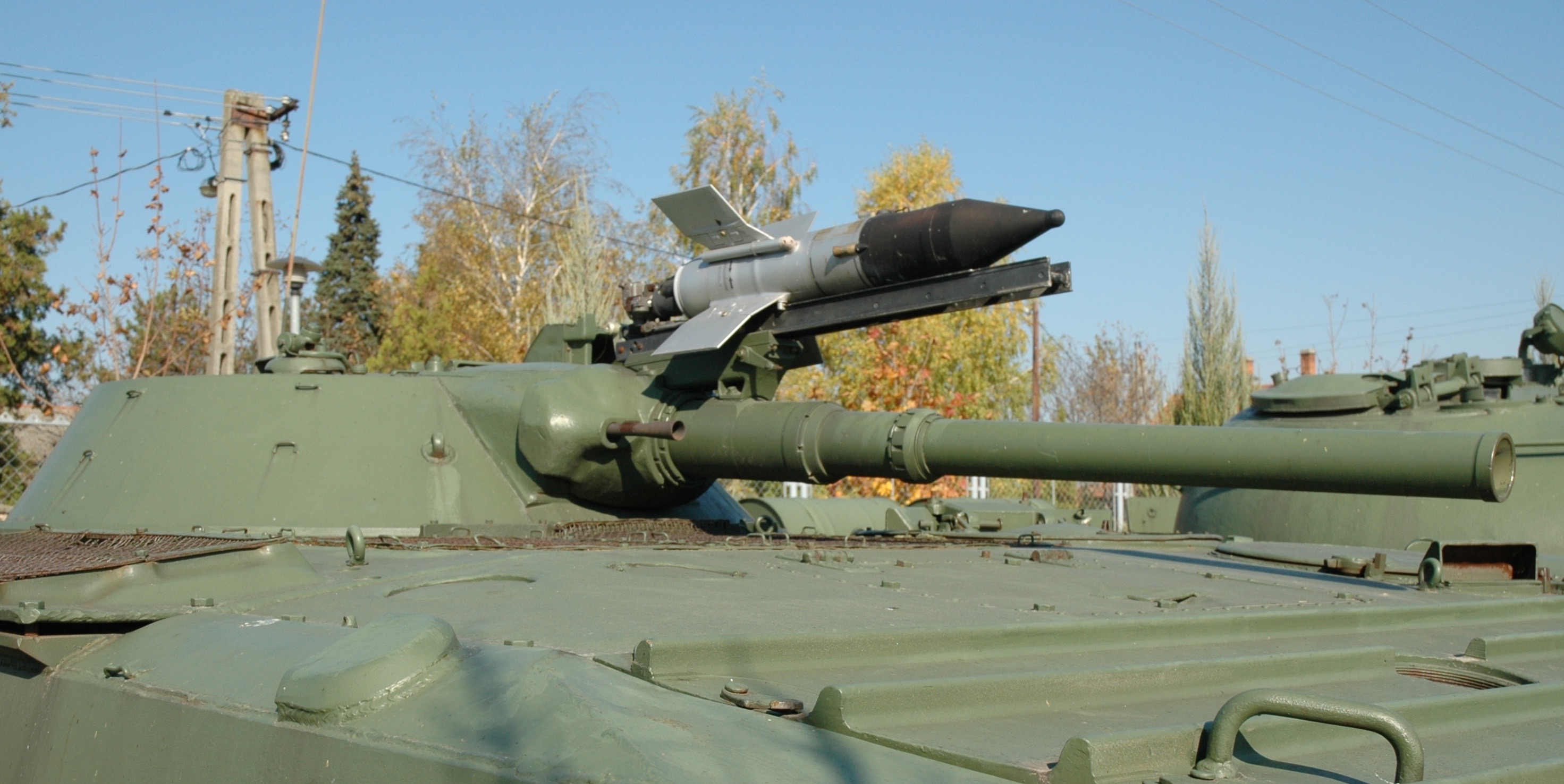
ПТУРС «Малютка», установленная на БМП-1

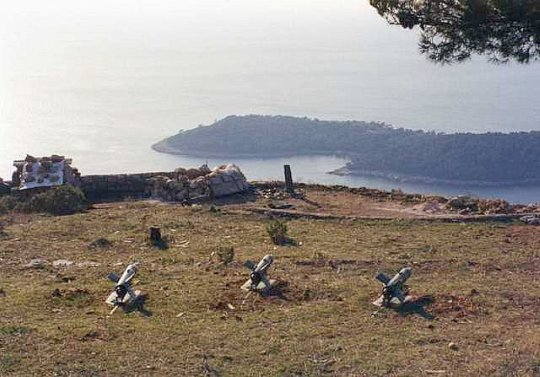
Установленные на грунте ПТУРС «Малютка» (сербско-хорватская линия фронта, недалеко от Дубровника)

В Афганистане имелись эпизоды, когда ПТУР «Малютка» использовался советскими войсками в борьбе с расчётами крупнокалиберных пулемётов противника.

…И вот, только Задорожный разобрался с растяжками этих двух мин, смотрит, ещё какие-то покрытые инеем нити. — Пока одну нить за другой потихонечку перерезал, жути наглотался, что мама не хочу, — говорит Николай. Потом только выяснилось, что были нити от ПТУРСов, которые запускал прапорщик Лукьянов. Евгений Петрович Лукьянов, командир хозяйственного взвода, в своё время оканчивал Печорскую школу прапорщиков войск специального назначения, и прекрасно разбирался в различных системах вооружения и в том числе мог запускать ПТУРСы (противотанковые управляемые реактивные снаряды). Наши БМП-1 были оснащены ПТУРСами «Малютка», которые при запуске тащат за собой до самой цели, тонкую проволоку, посредством которой они и управляются оператором наводчиком с башни боевой машины. Стрельбу этими установками можно вести на удалении до трех тысяч метров, бывает и наземный вариант, но у нас они были только на БМП. Предназначались они для стрельбы по танкам противника. Поскольку снаряды были очень дорогостоящими, по тем временам равнялись стоимости автомашины «Жигули», операторов-наводчиков учили только теоретически, без практического запуска, поэтому у наших бойцов никаких навыков пользования ими не было.

Учитывая все эти обстоятельства, ещё до наступления зимы, подполковник Керимбаев приказал именно Лукьянову вести охоту за вражеским крупнокалиберным пулемётом ДШК, который досаждал нам и, кстати, который тогда им и был уничтожен. И эти нити, доставившие столько хлопот Николаю Задорожному, оказались проводами от тех снарядов….— "Отряд Кара-майора". Жантасов Амангельды. Воспоминания офицера 177-го ооСпН

### Ирано-Иракская война
В ходе войны известен случай, когда из ПТРК «Малютка» был сбит иранский вертолёт AH-1J.

### Балканский конфликт
ПТУР «Малютка» применялись в ходе войны в Хорватии. Известен случай, когда хорватский танк Т-34-85 времён Второй мировой войны успешно выдержал два попадания этих ПТУР.